# 7749 Jackschmitt
7749 Jackschmitt (1988 JP) là một tiểu hành tinh vành đai chính được phát hiện ngày 12 tháng 5 năm 1988 bởi C. S. Shoemaker và E. M. Shoemaker ở Palomar.